# Vojenský újezd Záhorie
Vojenský újezd Záhorie (slovensky Vojenský obvod Záhorie) je vojenský újezd na Slovensku v okrese Malacky. Nachází se v tradičním západoslovenském regionu Záhoří. Vojenská cvičení se zde provádějí od 20. let 20. století, oficiálně byl vyhlášen v roce 1951. Současná rozloha újezdu je 27 650 hektarů.

## Historie
Výcvikový prostor se rozkládá na bývalých pozemcích hraběte Pálffyho. Pro vojenské účely se začal využívat již na počátku 20. let 20. století, po vykoupení pozemků československou vládou po rozpadu Rakousko-Uherska; trvalo vykupování pozemků celkem 13 let. Nejdřív zde byla zřízena letecká střelnice, o rok později pak dělostřelecká střelnice, kterou využívala například plzeňská Škoda, v té době největší středoevropská zbrojovka. Během druhé světové války zde Wehrmacht nacvičoval své tažení do Afriky.
Oficiálně byl újezd vyhlášen nařízením vlády z roku 1951. Podle nepotvrzených informací zde americká armáda na počátku 90. let nacvičovala operaci Pouštní bouře. Od roku 1999 na Záhorie cvičí americké letectvo. Po roce 2012 došlo k částečnému zpřístupnění do té doby pro veřejnost prakticky zcela uzavřeného prostoru – s výjimkou několika ploch (zejména původní střelnice) se lze po území újezdu volně pohybovat, kromě doby, kdy probíhají vojenská cvičení.

## Přírodní poměry
Prostor se rozkládá ve střední a východní části Záhorské nížiny, přičemž geologicky spadá do geomorfologického celku menší a na jejím jihu se nacházející Borské nížiny. Částečně zasahuje do pohoří Malé Karpaty. Území se nachází na navátých křemičitých píscích.
Nachází se zde pestrá mozaika biotopů – tekoucí i stojící vody, mokřady, váté písky (nacházejí se zde nejrozsáhlejší písečné duny ve střední Evropě), rozsáhlá vřesoviště a lesní biotopy (například slatinné olšiny nebo borové doubravy, jež zde vznikly za pomoci francouzských lesníků po třicetileté válce), které tvoří přibližně 72 % území újezdu.
Do katastrálního území Šranek zasahují části chráněných areálů Kotlina a Rudava, do katastrálního území Bažantnica části chráněných areálů Marhecké rybníky a Široká, do katastrálního území Riadok část přírodní rezervace Orlovské vŕšky, do katastrálního území Červený Kríž část chráněného areálu Mešterova lúka a v katastrálním území Záhorie leží chráněný areál Bežnisko. Na rozhraní katastrálních územích Záhorie a Šranek leží chráněný areál Šranecké piesky.
Rozloha obvodu je 27 650 hektarů. Dělí se na 3 vojenské výcvikové prostory:
- Vojenský výcvikový prostor Záhorie (severní část, slouží zejména jako dělostřelecká a raketová střelnice)
- Vojenský výcvikový prostor Kuchyňa (jižní část, cvičí zde zejména slovenské, americké a francouzské letectvo)
- Vojenský výcvikový prostor Turecký vrch (jihovýchodní část, připravuje se zde zejména slovenské pozemní vojsko na účast v zahraničních vojenských misích).